# Pitcairnia imbricata
Pitcairnia imbricata är en gräsväxtart som först beskrevs av Adolphe-Théodore Brongniart, och fick sitt nu gällande namn av Eduard August von Regel. Pitcairnia imbricata ingår i släktet Pitcairnia och familjen Bromeliaceae. Inga underarter finns listade i Catalogue of Life.

## Bildgalleri

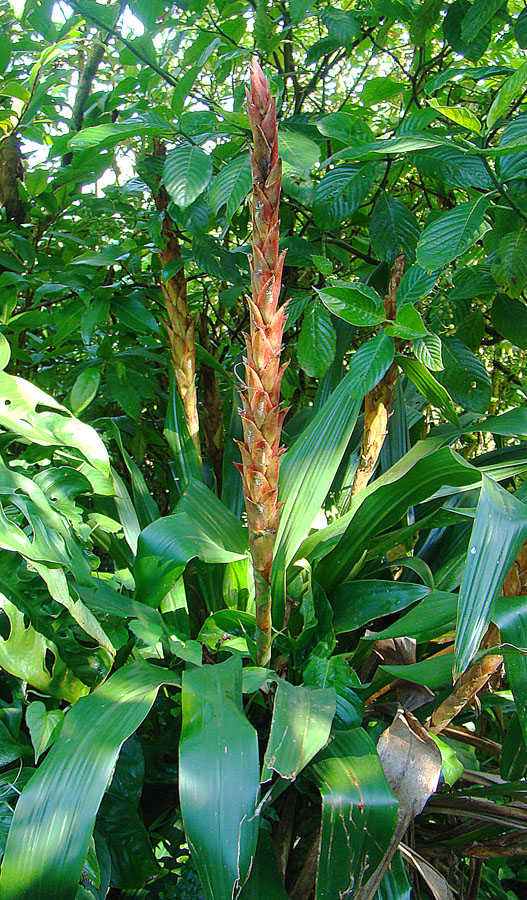